# Alpicat
|  | Aquest article tracta sobre el municipi del Segrià. Si cerqueu la partida de Lleida, vegeu «Partida d'Alpicat». |

Alpicat és un municipi de Catalunya situat a la comarca del Segrià. Fins al 1949 el municipi es deia Vilanova del Picat. Des de llavors s'anomena Alpicat. Tot i aquest canvi de nom, també és conegut amb el nom de Vilanova d'Alpicat.

## Història del Poble
Els orígens d'Alpicat es troben en la carta de població de Castellblanc de Llitera a cinquanta pobladors, concedida pel comte d'Urgell Ermengol VII – en representació d'Alfons el Cast- el 13 de novembre de 1174. La població passa a ser de jurisdicció reial el 1228. En una data desconeguda, entre aquest any i 1340, comença a anomenar-se Vilanova d'Alpicat, integrada dins el terme municipal de Lleida i considerat un poble de contribució de la ciutat.
Des del segle xiv, la Paeria de Lleida tenia la potestat de nomenar el batlle i els dos jurats d'Alpicat, exercir-ne la jurisdicció civil i criminal i reclamar les despeses de verema, sequiatge i tributs comuns. El 1386, el Consell General de Lleida aprova el dret d'herbes a Vilanova d'Alpicat, segons el qual només els veïns de la població podien fer-hi pasturar el bestiar. La prerrogativa és elevada a la categoria de privilegi per Alfons el Magnànim el 24 de novembre de 1418.
Durant el segle XV es produeix una crisi demogràfica a Vilanova d'Alpicat, que es reverteix durant els segles XVI i XVII. En aquestes centúries, planteja Fabià Corretger, el poble segurament va créixer al voltant del carrer del Centre, gràcies a la regència de Rita II de la dinastia Santiago.
A conseqüència del Decret de Nova Planta, el 1718 es constitueix l'Ajuntament de Vilanova d'Alpicat. Els càrrecs polítics -batlle i regidors- són nomenats pel corregidor de Lleida, sense la intervenció de la ciutat. Atès que Vilanova d'Alpicat pertanyia a Lleida, durant el segle xviii es produeixen batalles entre els dos Ajuntaments per dirimir els termes de les dues poblacions. Vilanova d'Alpicat va obtenir les partides del Rec Nou i del Secà d'Alpicat, però va haver de renunciar a la Partida d'Alpicat.
El 1836, coincidint amb la constitució de l'Ajuntament liberal i la represa de la diputació provincial, s'assoleix la segregació total de Vilanova d'Alpicat respecte de Lleida. Corretgé apunta que “aquesta segregació obligà, per primer cop, a delimitar el terme per la seva vessant de Lleida (...). El límit es marcà d'acord amb el recorregut de la séquia del Cap des d'aproximadament el naixement del Rec Nou fins a gairebé el seu desguàs”. Dins els límits de Vilanova d'Alpicat també s'inclou el castell i terme despoblat de Gimenells (que hi va romandre fins a 1991) i de Raimat (fins a 1893).
El 1848, Vilanova d'Alpicat consta de 130 cases, ubicades en cinc carrers i una plaça. Aquest any també es registra la Casa de l'Ajuntament, que vers aquesta data comença a registrar documentació d'arxiu, i una presó.
Durant la primera meitat del segle xx, van produir-se importants transformacions al municipi: l'arribada de l'electricitat (1910), així com de l'aigua de reg (1911) i de boca (1914) i del telèfon (1918). A més, van construir-se equipaments tan rellevants com les escoles (1922), la sala La Unió (1933) i el cementiri (1939). El 1949, Vilanova d'Alpicat passa a anomenar-se Alpicat.

## Fills il·lustres
- Manuel Serés i Ibars (1888-1928), metge.

## Ciutats agermanades
Alpicat manté una relació d'agermanament amb Dolceacqua, Itàlia.

## Geografia
- Llista de topònims d'Alpicat (Orografia: muntanyes, serres, collades, indrets…; hidrografia: rius, fonts...; edificis: cases, masies, esglésies, etc.).

## Demografia
La seva població ha augmentat molt en els darrers vint anys i s'ha convertit en un dels nuclis de població més importants de la comarca; ha triplicat el nombre d'habitants.
| 1497 f | 1515 f | 1553 f | 1717 | 1787 | 1857  | 1877 | 1887 | 1900 | 1910 |
| ------ | ------ | ------ | ---- | ---- | ----- | ---- | ---- | ---- | ---- |
| 43     | 48     | 58     | 34   | 333  | 1.007 | 1355 | 1233 | 974  | 979  |

| 1920 | 1930 | 1940 | 1950 | 1960 | 1970 | 1981 | 1990 | 1992 | 1994 |
| ---- | ---- | ---- | ---- | ---- | ---- | ---- | ---- | ---- | ---- |
| 1297 | 1461 | 1675 | 2121 | 2631 | 3283 | 2960 | 3688 | 2606 | 2606 |

| 1996 | 1998 | 2000 | 2002 | 2004 | 2006 | 2008 | 2010 | 2012  | 2014  |
| ---- | ---- | ---- | ---- | ---- | ---- | ---- | ---- | ----- | ----- |
| 3412 | 3600 | 4016 | 4481 | 4852 | 5362 | 5900 | 6116 | 6.203 | 6.297 |

| 2016  | 2018  | 2020  | 2022  | 2024  | 2026 | 2028 | 2030 | 2032 | 2034 |
| ----- | ----- | ----- | ----- | ----- | ---- | ---- | ---- | ---- | ---- |
| 6.233 | 6.230 | 6.266 | 6.333 | 6.387 | -    | -    | -    | -    | -    |

## Esports
A Alpicat hi ha un complex lúdic-esportiu situat al Parc del Graó —on podem trobar diversos equipaments esportius com un camp de futbol amb gespa artificial, el Pavelló Antoni Roure, piscines, pistes de tenis, pistes de pàdel i un rocòdrom.
- El Club Atlètic Alpicat és un club de futbol fundat l'any 1976[11] (va competir sempre en la darrera categoria del futbol català fins a l'any 1991, quan el club va aturar les activitats).
- Hoquei: Hoquei Club Alpicat.
- Voleibol: Alpicat Vòlei Associació.
- Bàsquet: Club Bàsquet Alpicat.
- Karate: karate Alpicat